# Лэйчжоуский язык
Диалект Лэйчжоу (кит.трад 雷州話; упр. 雷州话; пиньинь Léizhōuhuà) — разновидность миньского языка (группа Южная Минь), распространённая на полуострове Лэйчжоу в провинции Гуандун, город Чжанцзянь, Китай. Относится к сино-тибетской языковой семье.

## Происхождение и география диалекта
Исторически, носители диалекта Лэйчжоу являются потомками переселенцев из центральных и южных районов провинции Фуцзянь, мигрировавших на полуостров Лэйчжоу в периоды династий Тан и Сун. В результате длительной изоляции и взаимодействия с местными языковыми группами их первоначальный южноминьский диалект (близкий к чжанчжоускому и чаочжоускому) трансформировался в самостоятельный языковой вариант. Архаичные формы миньских наречий, принесённые переселенцами из Фуцзяни принято объединять термином «Восточнокитайские диалекты» (东语). Диалект используется преимущественно в городском округе Чжаньцзян и прилегающих уездах — Лэйчжоу(海康) и Сюйвэнь(徐闻) .

## Фонетика[4]
В диалекте Лэйчжоу 17 согласных звуков и 47 гласных, однако отсутствуют ретрофлексные звуки (zh, ch, sh, r) и губно-зубной [f]. Как и другие южно-миньские диалекты, Лэйчжоуский сохраняет древние черты, утраченные в северных китайских языках. Например:
- Различие между зубными (например, /t/) и альвеолярными (/t͡s/) согласными, что характерно для ранних форм китайского.
- Наличие глоттальной смычки /ʔ/, встречающейся в конце слов .
- Сохранение носовых инициалий (/m/, /n/, /ŋ/), которые в путунхуа часто редуцировались.

Однако под влиянием соседних языков (особенно кантонского) в лэйчжоуском появились и некоторые изменения. Например, в ряде говоров финальные /-p/, /-t/, /-k/ перешли в /ʔ/, что упрощает произношение.

### ФиналииИнициали
|                     |                     |                     |                     | Губной | Альвеолярный | Велярный | Гортанный |
| ------------------- | ------------------- | ------------------- | ------------------- | ------ | ------------ | -------- | --------- |
| Назальный           | Назальный           | Назальный           | Назальный           | m 魔   | n 娜         | ŋ 俄     |           |
| Взрыной             | Взрыной             | Звонкий             | Звонкий             | b 磨   |              |          |           |
| Взрыной             | Взрыной             | Глухой              | Непридыхательный    | p 波   | t 刀         | k 哥     |           |
| Взрыной             | Взрыной             | Глухой              | Придыхательный      | pʰ 坡  | tʰ 駝        | kʰ 戈    |           |
| Фрикатив            | Фрикатив            | Звонкий             | Звонкий             |        | z 尿         |          |           |
| Фрикатив            | Фрикатив            | Глухой              | Глухой              |        | s 所         |          | s 所      |
| Аффрикат            | Глухой              | Непридыхательный    | Непридыхательный    |        | t͡s 槽        |          |           |
| Аффрикат            | Глухой              | Придыхательный      | Придыхательный      |        | t͡sʰ 切       |          |           |
| Боковой апроксимант | Боковой апроксимант | Боковой апроксимант | Боковой апроксимант |        | l 羅         |          |           |
| Тихий инициаль      | Тихий инициаль      | Тихий инициаль      | Тихий инициаль      | 窩     | 窩           | 窩       | 窩        |

### Дифтонги
|       | i 濟   | u 敷   |
| a 爸  | ia 兵  | ua 瓜  |
| ɛ 馬  | iɛ 爺  | uɛ 妹  |
| ɔ 波  | iɔ 漿  |        |
| ai 派 |        | uai 蒯 |
| au 包 | iau 彪 |        |
| ɛu 嘔 | iu 休  |        |
| ɔi 矮 |        | ui 拉  |
| m̩ 唔  |        |        |
| am 耽 | iam 添 |        |
| em 冚 | im 音  |        |
| ŋ̩ 嗯  | iŋ 興  | uŋ 尊  |
| aŋ 班 | iaŋ 江 | uaŋ 完 |
| eŋ 冰 | ieŋ 填 |        |
| ɔŋ 磅 | iɔŋ 永 |        |
| ap 合 | iap 臘 |        |
| ep 鑷 | ip 立  |        |
|       | ik 集  | uk 郁  |
| ak 達 | iak 燭 | uak 括 |
| ek 德 | iek 即 | uek 國 |
| ɔk 鐸 | iɔk 略 |        |

### Тоны
Диалект Лэйчжоу, как и другие южно-миньские языки, обладает сложной тоновой системой, включающей 7 тонов (по классификации Ли Жуна). Тоновая система диалекта сохраняет архаичные черты южно-миньских языков, а также обладает сложными правилами тоновой сандхи. В сравнении с путунхуа (4 тона), лэйчжоуский диалект сохранил древнюю систему 7 тонов:
| Номер | Название         | Рисунок | Описание           |
| ----- | ---------------- | ------- | ------------------ |
| 1     | yin ping (陰平)  | ˦ (44)  | Высокий ровный     |
| 2     | yin shang (陰上) | ˨˦ (24) | Средний восходящий |
| 3     | yin qu (陰去)    | ˥˧ (53) | Высокий нисходящий |
| 4     | yin ru (陰入)    | ˥ (5)   | Высокий короткий   |
| 5     | yang ping (陽平) | ˨ (22)  | Низкий ровный      |
| 6     | zhong ru (中入)  | ˧ (3)   | Средний короткий   |
| 7     | yang ru (陽入)   | ˨ (2)   | Низкий короткий    |

## Культурное значение[6]
Диалект Лэйчжоу представляет собой важный лингвистический феномен, сохраняющий архаичные черты южно-миньских языков. Его уникальная фонетика (включая сложную тоновую систему и сохранение глоттальных согласных) делает его ценным для изучения исторического развития китайского языка. Однако под влиянием путунхуа и кантонского его будущее остаётся под вопросом. В настоящий момент не имеет официального статуса в Китае, а влияние путунхуа приводит к сокращению числа носителей. В 2007 году лэйчжоуский диалект был включён в список нематериального культурного наследия провинции Гуандун, спустя несколько лет, в 2010-х годах начались локальные инициативы по документированию диалекта. До сих пор используется в местном театре (雷剧), народных песнях и надгробных надписях.